# LTV A-7 Corsair II
A-7 Corsair II — американский штурмовик, разработанный компанией Линг-Темко-Воут в середине 1960-х годов на базе истребителя F-8 «Крусейдер». Состоял на вооружении ВМС и ВВС США, активно применялся во Вьетнамской войне, а также ещё в нескольких вооружённых конфликтах, включая Войну в Персидском Заливе. 
В США снят с вооружения в 1993  году, однако несколько стран  продолжали эксплуатировать A-7 и позднее.

## Тактико-технические характеристики
Приведённые характеристики соответствуют модификации A-7E.
Источник данных: Standard Aircraft Characteristics .

Технические характеристики
- Экипаж: 1 (пилот)
- Длина: 14,06 м
- Размах крыла: 11,8 м
  - сложенных: 7,25 м
- Высота: 4,9 м
- Площадь крыла: 34,84 м²
- Стреловидность по линии 1/4 хорд: 35°
- Коэффициент удлинения крыла: 4,0
- Средняя аэродинамическая хорда: 3,3 м
- Профиль крыла: NACA 65A-007
- База шасси: 4,78 м
- Колея шасси: 2,89 м
- Масса пустого: 8412 кг
- Масса снаряжённого: 9115 кг
- Нормальная взлётная масса: 14 853 кг (с 6×Mk 81)
  - без подвесок: 13 667 кг
- Максимальная взлётная масса: 19 051 кг
- Максимальная посадочная масса: 11 476 кг (на авианосец)
- Масса в бою: 11 718 кг (без подвесок)
- Масса топлива во внутренних баках: 4552 кг
- Объём топливных баков: 5587 л
- Силовая установка: 1 × ТРДД Allison TF41-A-2
- Тяга: 1 × 66,7 кН (6804 кгс) (максимальная)
  - нормальная: 1 × 57,6 кН (5874 кгс)
- Длина двигателя: 4,71 м
- Диаметр двигателя: 0,94 м

Лётные характеристики
- Максимальная скорость: 1115 км/ч (у земли)
- Крейсерская скорость: 841 км/ч
- Скорость сваливания: 194 км/ч
- Боевой радиус:  
  - с 6 × Mk 81: 904 км
  - с 6 × Mk 81 и 12 × Mk 82: 474 км
  - с 1 × Mk 43 и 3 ПТБ: 1696 км
- Практическая дальность: 3680 км
- Перегоночная дальность: 4602 км (с 4 ПТБ)
- Боевой потолок: 13 561 м (при 2,54 м/с)
- Скороподъёмность: 52,4 м/с
- Время набора высоты: (без подвесок)
  - 6096 м за 2,6 мин
  - 9144 м за 4,4 м
- Нагрузка на крыло: 395 кг/м² (без подвесок)
- Тяговооружённость: 0,498 (без подвесок)
- Длина разбега: 814 м (без подвесок)
- Длина пробега: 945 м

Вооружение
- Стрелково-пушечное: 1 × 20 мм пушка М61 с 1000 патронов
- Точки подвески: 8 (6 под крылом, 2 на фюзеляже для ракет AIM-9)
- Боевая нагрузка:  
  - 4 внешние: 1588 кг каждый
  - 2 внутренние: 1134 кг каждый
  - 2 фюзеляжные: 163 кг каждый
- Управляемые ракеты:  
  - ракеты «воздух-земля»: 6 × AGM-65
  - ракеты «воздух-воздух»: 2 × AIM-9
- Неуправляемые ракеты: 6 × 7×70 мм ракет в блоках LAU-68  или 19×70 мм ракет в блоках LAU-3
- Бомбы:  
  - фугасные: 
    - 24 × 241 кг Mk 82
    - 6 × 460 кг Mk 83 или 925 кг Mk 84
    - 12 × 340 кг M117

  - зажигательные с напалмом: 
    - 9 × 340 кг BLU-1/B или M116
    - 8 × 340 кг BLU-27

  - химические: 
    - 12 × 340 кг MC-1 с зарином

  - касетные: 
    - 24 × Mk 20
    - 10 × CBU-24/49/52/58/71
    - 6 × CBU-30/38

  - управляемые:
    - 4 × GBU-8
    - 6 × GBU-10/12

## Задействованные структуры
В разработке и производстве штурмовиков A-7 были задействованы следующие структуры:
Генеральный подрядчик работ
- Самолёт в целом — Ling-Temco-Vought, Inc., Даллас, Техас.

Субподрядчики
- Аварийные авиационные турбины — AiResearch Manufacturing Co., Финикс, Аризона;
- Регулятор напряжения генератора — Leland Electrosystems, Inc., Вандалия, Огайо;
- Катапультируемые кресла — Douglas Aircraft Co., Inc., Лонг-Бич, Калифорния;
- Система регулирования температуры в кабине — United Aircraft Corp., Hamilton Standard Division, Виндзор-Локс, Коннектикут;
- Привод постоянных оборотов — Sundstrand Corp., Рокфорд, Иллинойс;
- Колёса основной и передней стоек шасси, покрышки, тормозные колодки — Goodyear Tire & Rubber Co., Акрон, Огайо;
- Передняя стойка шасси, приводы шасси — Menasco Manufacturing Co., Бербанк, Калифорния.

Поставщики бортового оборудования по заказу генподрядчика (CFE)
- Электронная система RAID — LTV Temco Electronics, Aero Systems Division, Гринвилл, Техас;
- Автопилот — Lear-Siegler, Inc., Instrument Division, Гранд-Рапидс, Мичиган;
- Радиолокационная станция следования рельефу местности AN/APQ-99 / AN/APQ-110 — Texas Instruments, Даллас, Техас;
- Система воздушных сигналов — Servomechanisms Inc., Эль-Сегундо, Калифорния;
- Указатель скорости — Astek Instrument Corp., Армонк,  Нью-Йорк.

Поставщики бортового оборудования по госзаказам (GFE)
- Авиадвигатель TF30-P-6 — United Aircraft Corp., Pratt & Whitney Division, Ист-Харфорд, Коннектикут;
- Бортовая система управления ракетным вооружением AN/ARW-77 — Martin Marietta Corp., Martin-Orlando Division, Орландо, Флорида;
- Бесплатформенная курсовертикаль AN/ASN-50 / AN/ASN-60 — Lear-Siegler, Inc., Instrument Division, Гранд-Рапидс, Мичиган;
- Система радиолокационного опознавания AN/APX-64 — Hazeltine Electronics Corp., Литтл-Нек, Лонг-Айленд, Нью-Йорк;
- Азимутально-дальномерная радиосистема ближней навигации AN/ARN-52 — ITT Corp., Federal Laboratories Division, Натли, Нью-Джерси;
- Радиолокационный навигационный комплекс AN/APN-153 — General Precision, Inc., GPL Division, Плезантвиль, Нью-Йорк;
- Радиовысотомер AN/APN-141 — Bendix Corp., Bendix-Pacific Division, Северный Голливуд, Калифорния;
- Радиостанция AN/ARC-51A, ультравысокочастотный пеленгатор AN/ARA-50 — Collins Radio Co., Сидар-Рапидс, Айова;
- Радиоприёмное устройство AN/ARR-69 — Radio Corporation of America, Камден, Нью-Джерси;
- Радиолокационный маяк-ответчик AN/APN-154 — Motorola, Inc., Military Electronics Division, Скоттсдейл, Аризона.

## Сравнение с аналогами
|                      | Су-17                 | МиГ-27                | LTV A-7 Corsair II            | Grumman A-6 Intruder          | Mitsubishi F-1                |
| -------------------- | --------------------- | --------------------- | ----------------------------- | ----------------------------- | ----------------------------- |
|                      |                       |                       |                               |                               |                               |
| Первый полёт         | 2 августа 1966 года   | 17 ноября 1972 года   | 27 сентября 1965 года         | 19 апреля 1960 года           | 3 июня 1975 года              |
| Принят на вооружение | 1970 год              | 1975 год              | 1967 год                      | 1963 год                      | 1978 год                      |
| Годы производства    | 1969 — 1990           | 1973 — 1994           | 1965 — 1984                   | 1962 — 1990                   | 1977 — 1987                   |
| Единиц произведено   | 2867                  | 1412                  | 1569                          | 693                           | 77                            |
| Статус               | Состоит на вооружении | Состоит на вооружении | Снят с вооружения в 2014 году | Снят с вооружения в 1997 году | Снят с вооружения в 2006 году |

|                      | SEPECAT Jaguar        | Dassault-Breguet Super Étendard | Hawker Siddeley Buccaneer     | СОКО J-22 Орао        | IAR 93                        |
| -------------------- | --------------------- | ------------------------------- | ----------------------------- | --------------------- | ----------------------------- |
|                      |                       |                                 |                               |                       |                               |
| Первый полёт         | 8 сентября 1968 года  | 28 октября 1974 года            | 30 апреля 1958 года           | 31 октября 1974 года  | 31 октября 1974 года          |
| Принят на вооружение | 1972 год              | 1978 год                        | 1962 год                      | 1978 год              | 1978 год                      |
| Годы производства    | 1968 — 1981           | 1977 — 1983                     | 1961 — 1977                   | 1978 — 1992           | 1976 — 1990                   |
| Единиц произведено   | 573                   | 85                              | 206                           | 165                   | 86                            |
| Статус               | Состоит на вооружении | Состоит на вооружении           | Снят с вооружения в 1993 году | Состоит на вооружении | Снят с вооружения в 1998 году |